# RAB7A
RAB7AもしくはRAB7は、ヒトではRAB7A遺伝子にコードされるタンパク質である。
RAB7Aは、細胞内へ物質を取り込む過程の1つである、エンドサイトーシスに関与している。エンドサイトーシス過程は、細胞外側に位置する物質（タンパク質など）の周囲の細胞膜が折り込まれて小胞が形成されることで進行する。その後、小胞は細胞膜から切り離され、細胞内へ移行する。RAB7Aは小胞の細胞内への移行や小胞の輸送に重要な役割を果たしている。
RAB7Aのさまざまな変異が遺伝性感覚性自律神経性ニューロパチー1C型（HSAN1C）と関係している。この疾患はシャルコー・マリー・トゥース病2B型（CMT2B）としても知られる。

## 機能

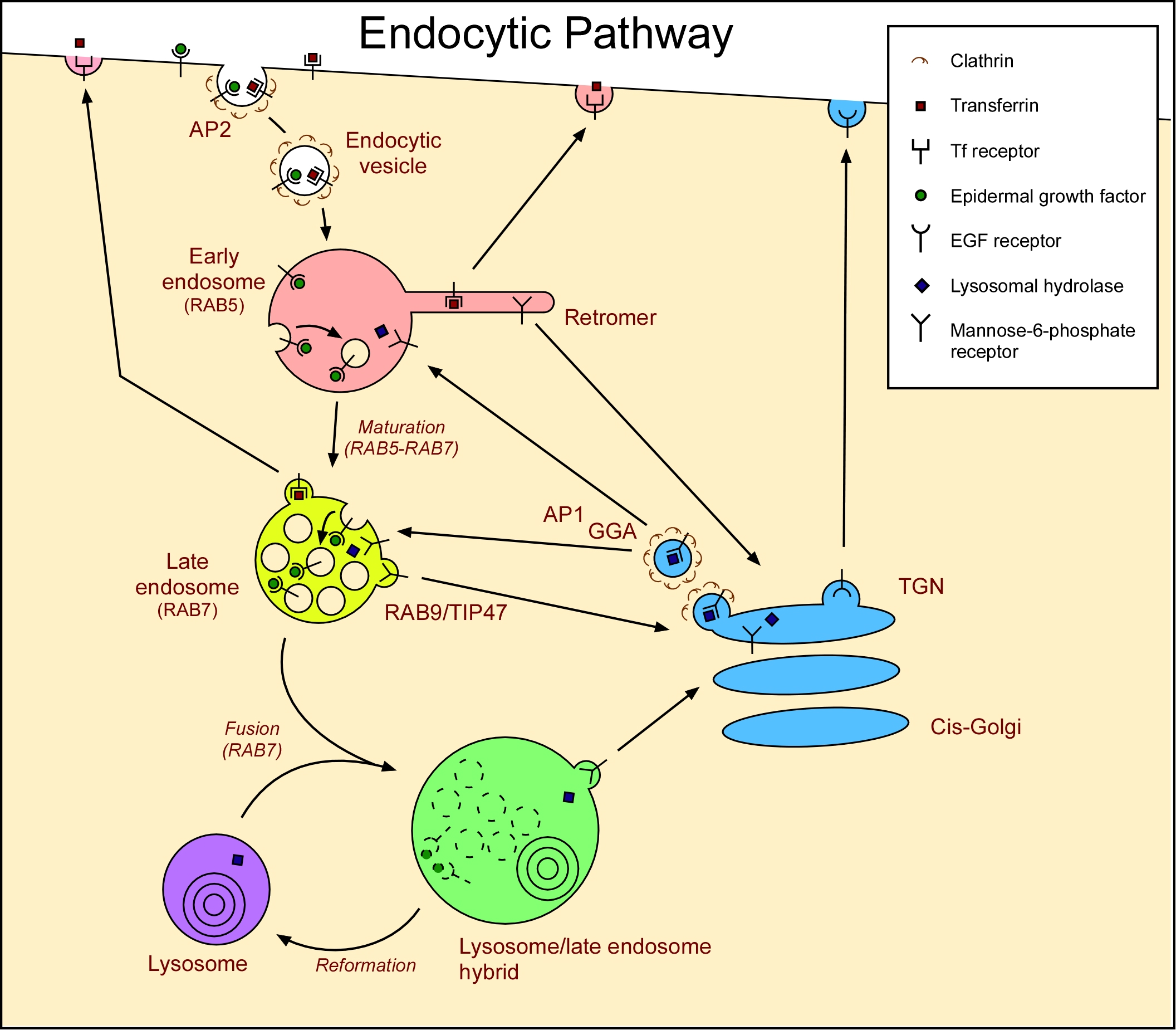
エンドサイトーシスにおけるRAB7A（RAB7）の役割

Ras関連GTP結合タンパク質であるRabファミリーのメンバーは小胞輸送の重要な調節因子であり、それぞれ特定の細胞内区画に位置している。RAB7Aは後期エンドソームに局在し、エンドサイトーシス経路の後期過程に重要であることが示されている。さらに、ピロリ菌Helicobacter pyloriの毒素VacAによって誘導される空胞化にも基礎的な役割を果たしている。また、メラノソームの成熟など、一部の特殊なエンドソーム膜輸送の調節にも関与している。

## 組織分布
RAB7Aはさまざまな組織で広く発現している。特に骨格筋で高発現しており、軸索におけるシグナル伝達エンドソームの長距離逆行性輸送に関与している。

## 遺伝子

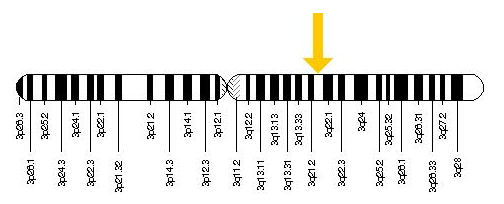
RAB7A遺伝子の位置

RAB7A遺伝子はヒトでは3番染色体長腕（q）に位置する。遺伝子マッピングによる位置の特定は1997年にDaviesらによって初めて行われ、PCR解析によって3番染色体にマッピングされた。またマウスでは1995年にBarbosaらによって9番染色体にマッピングされた。最終的に、1997年にヒトRAB7A遺伝子は蛍光in situハイブリダイゼーションによって3q21領域にマッピングされた。
RAB7Aは、ラットRab7のcDNAを用いてヒトcDNAライブラリのスクリーニングからクローニングされた。RAB7AのcDNAは207アミノ酸の長さのタンパク質をコードし、その配列はマウス、ラット、イヌのホモログと99%、また酵母ホモログと61%同一であった。1996年のVitelliらによるノーザンブロット解析により、RAB7Aは調査された全ての細胞株で1.7 kbと2.5 kbの転写産物として発現しているが、そのmRNAの総量は細胞株によって大きく異なっていることが明らかにされた。

## 調節

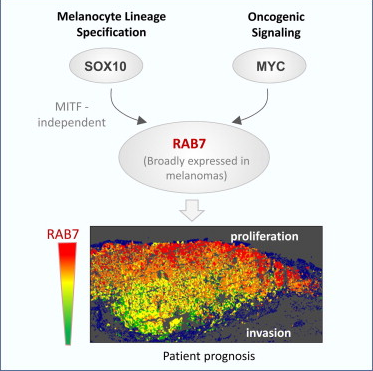
MYCとSOX10はそれぞれがん遺伝子シグナル、細胞系統依存的なRAB7の調節を行う。

メラノーマ細胞ではRAB7Aの選択的な高発現がみられるが、RAB7Aの発現レベルと機能はMITFには依存しておらず、SOX10（神経外胚葉のマスターレギュレーター）とMYC（がん遺伝子）が主要な調節因子であることが近年の研究で示されている。RAB7Aは細胞系統特異的にSOX10とMYCの調節下に置かれている。RAB7AはMITF非依存的にアップレギュレーションされており、SOX10やMYCの変化によって腫瘍の増殖に影響を与える。
アンチセンスRNAを用いた研究では、HeLa細胞でのRAB7Aのダウンレギュレーションによって重大な空胞化がみられ、その表現型はチェディアック・東症候群の患者の線維芽細胞でみられるものと類似している。
マウスpro-B細胞では、Rab7の阻害は成長因子が存在する場合には栄養素トランスポーターの発現に影響を与えない。しかし成長因子枯渇細胞では、Rab7の機能の遮断によってグルコーストランスポーターやアミノ酸トランスポーターの細胞表面からのクリアランスが阻害される。Rab7が阻害された場合には、成長因子枯渇細胞ではミトコンドリア膜電位が維持され、成長因子非依存的、栄養素依存的な細胞生存の延長がみられる。そのため、RAB7Aは細胞自律的な栄養素の取り込みを制限する、アポトーシス促進タンパク質として機能すると考えられている。

## 相互作用
RAB7AはRILP、CHMと相互作用することが示されている。RILPはRAB7Aとともに分解区画への輸送の制御に重要な役割を果たしており、RAB7Aの機能と細胞骨格とを関連付けている可能性がある。RILPはRAB7Aの下流のエフェクターとしての役割を果たし、これらは共に後期エンドサイトーシス輸送を調節する作用を示す。
RAB7AはGTP結合時にルビコンと直接相互作用する。ルビコンはオートファジーの負の調節因子である。
他の相互作用パートナーとしては、RAC1、NTRK1/TRKA、C9orf72、PSMA7、RNF115、FYCO1、PIK3C3/VPS34-PIK3R4複合体、OSBPL1A、CLN3がある。またRAB7Aは、おそらくVPS35サブユニットを介して、レトロマー複合体と相互作用する。

## 臨床的意義
RAB7Aは、25種類以上の腫瘍の悪性化を引き起こす可能性がある低分子量GTPアーゼである。RAB7Aはメラノーマにおいて初期に誘導されるドライバー遺伝子であり、その発現レベルによって転移リスクが決定される場合がある。RAB7AはRABファミリーに属し、RABファミリーはRASファミリーに属する。RABファミリーの遺伝子は、小胞輸送のためのタンパク質の合成に必要な指示を与えている。RABファミリーのタンパク質はGTPアーゼであり、GTP分子とGDP分子によってオン・オフが切り替えられるスイッチのように機能する。

### メラノーマ
メラノーマ細胞は「発生過程の記憶」を保持しており、そのことはその独特な小胞輸送経路に反映されている。こうしたアグレッシブな腫瘍においてRAB7は増殖能や浸潤能を制御しており、メラノーマで高発現するエンドソーム-リソソーム遺伝子クラスターが同定されている。RAB7がSOX10とMYCによってMITF非依存的に制御されていることは、基礎研究やトランスレーショナルリサーチにおいて重要な意味を持つ。BRAF変異など、MITFをダウンレギュレーションするいくつかの機構はメラノーマで比較的高頻度で生じるが、こうした機構ではSOX10は阻害されない。このことはRAB7の発現に関する「発生過程の記憶」に寄与している可能性がある。アグレッシブなメラノーマの浸潤の最先端部（invasive front）におけるRAB7のダウンレギュレーションは上皮間葉転換的機構によって調節されていることが予測されており、転移性表現型と関係した転写の切り替えの根底にはこうした機構が存在している。
メラノーマ細胞はRAB7の発現に依存しており、その遺伝子はメラノーマ細胞とその他の35種類の腫瘍の区別となるリソソーム遺伝子クラスター内に位置している。ヒト細胞、臨床検体、マウスモデルでの解析からは、RAB7は初期に誘導されるメラノーマのドライバーであり、その発現レベルは腫瘍の浸潤を促進するように調節され、転移リスクを決定していることが示されている。RAB7の発現レベルと機能はMITFに依存しておらず、神経外胚葉のマスターレギュレーターであるSOX10とがん遺伝子であるMYCがRAB7Aの重要な調節因子である。

### シャルコー・マリー・トゥース病2B型

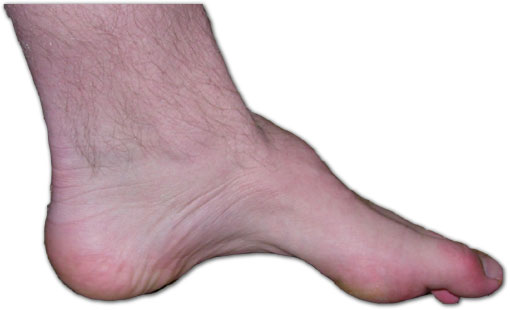
CMT患者の足

シャルコー・マリー・トゥース病（CMT）は、遺伝性運動感覚ニューロパチー（hereditary motor and sensory neuropathy、HMSN）、腓骨筋萎縮症（peroneal muscular atrophy、PMA）としても知られる。この遺伝疾患は遺伝的・臨床的に異質な複数のグループからなる疾患であり、顕著な感覚喪失によって特徴づけられ、また重篤な潰瘍による足趾や足の切断、さまざまな程度の運動障害を伴うことが多い。RAB7A遺伝子のミスセンス変異はCMTの2B型の原因となり、変異によってRAB7の活性が増大する。RAB7は普遍的に発現しており、リソソーム経路を介した分解に関与している。現在のところこの疾患の治療法は存在しないが、約2500人に1人が罹患する最も一般的な遺伝神経疾患の1つである。